# Amadou Alassane
Amadou Alassane (Le Havre, Francia, 7 de abril de 1983), futbolista mauritano, de origen francés. Juega de delantero y su actual equipo es el Le Havre AC de la Ligue 2 de Francia. 

## Selección nacional
Ha sido internacional con la Selección de fútbol de Mauritania.

## Clubes
| Club        | País    | Año   |
| ----------- | ------- | ----- |
| Le Havre AC | Francia | 2006- |

## Palmarés

### Campeonatos nacionales
| Título  | Club        | País    | Año  |
| ------- | ----------- | ------- | ---- |
| Ligue 2 | Le Havre AC | Francia | 2008 |